# C/1668 E1
C/1668 E1 war ein Komet, der im Jahr 1668 mit dem bloßen Auge gesehen werden konnte. Er wird aufgrund seiner außerordentlichen Helligkeit zu den „Großen Kometen“ gezählt.

## Entdeckung und Beobachtung
Dieser Komet erschien überraschend mit einem langen Schweif Anfang März 1668 in der Abenddämmerung. Später konnte berechnet werden, dass er von der Erde aus gesehen bereits am 26. Februar in einem geringen Winkelabstand von etwa 1,5° nördlich an der Sonne vorbeigegangen war. Er entfernte sich etwas von der Sonne, kehrte seine Bewegungsrichtung um und ging am 29. Februar erneut in nur etwa 1,4° Abstand südlich an der Sonne vorbei. Dies war unbeobachtet geblieben.
Entdeckt wurde der Komet zuerst am Abend des 3. März am Kap der Guten Hoffnung in Südafrika. Vermutlich war nur sein Schweif über dem Horizont zu sehen. Zwei Tage später gab es eine unabhängige Entdeckung in Lissabon, auch dort war der Kopf wegen der großen Sonnennähe unter dem Horizont, aber der Schweif zog sich über fast ein Viertel des Himmels von Westen nach Osten. Am selben Tag gab es auch eine Beobachtung in Goa in Indien, sowie durch den Jesuiten Valentin Stansel in São Salvador in Brasilien. Er berichtete von außerordentlicher Helligkeit (man konnte seine Spiegelung im Meer sehen) und einer Schweiflänge von 23°. Den kleinen und dunklen Kopf konnte er mit einem Teleskop beobachten. Am 6. März soll der Schweif so durchsichtig geworden sein, dass man die Sterne hindurchscheinen sehen konnte.
Am 7. März wurde der weiße Lichtschein des Kometen in China am südwestlichen Himmel beobachtet. Auch aus Japan und Korea gibt es Berichte ab dem 8. bzw. 9. März. Giovanni Domenico Cassini konnte den Kometen erstmals am 10. März in Bologna sehen. Zwei Tage später berichtete er von einem 32° langen Schweif.
Im Verlauf der nächsten Tage entfernte sich der Komet wieder von Sonne und Erde und verlor an Helligkeit. In China wurde am 18. März noch ein 40° langer Schweif beobachtet, die letzten Sichtungen des Kometen erfolgten am 21. März in Goa und am 30. März in China.
Der Komet erreichte am 8. März eine Helligkeit von 1–2 mag.

## Aberglaube
Im Volksglauben waren die Schweifsterne Vorboten schlimmer Katastrophen, von Kriegen und Todesfällen bis zum Weltuntergang (siehe Kometenfurcht). Im Falle des Kometen von 1668 fand sich aber keine andere Katastrophe, die man ihm „anlasten“ konnte, als ein Katzensterben in Westfalen.

## Wissenschaftliche Auswertung
Wegen der relativ ungenauen Positionsangaben unternahm erst Thomas James Henderson 1843 einen Versuch zur Bestimmung der Bahnelemente. Er verwendete dazu hauptsächlich eine Karte, die ein Beobachter in Goa im Zeitraum vom 9. bis zum 21. März angefertigt hatte. Vom 5. bis zum 8. März zeigte die Karte nur den Schweif des Kometen über dem Horizont, erst ab dem 9. März war auch der Kopf des Kometen dargestellt. Henderson berechnete zwei Varianten, eine mit einer etwas größeren Periheldistanz zur Sonne, die zweite in der Art eines Sonnenstreifers. Als er die Kometenbahn 1668 mit der des gerade entdeckten Sonnenstreifer-Kometen C/1843 D1 verglich, vermutete er, dass die beiden Kometen identisch seien. Obwohl das nicht zutrifft, war Henderson auf der richtigen Spur – denn er war nahe daran, eine spezielle Kometenfamilie zu entdeckten.
Als Heinrich Kreutz zwischen 1888 und 1901 seine Untersuchungen über das System der Cometen 1843 I, 1880 I und 1882 II verfasste, konnte er damit Beweise für eine Familie von sonnenstreifenden Kometen vorlegen. Gegenüber Henderson hatte er aber den Vorteil, dass ihm die Daten weiterer Kometen mit ähnlichen Bahnelementen (C/1880 C1, C/1882 R1, C/1887 B1) vorlagen, die nicht identisch sein konnten, und er suchte nach weiteren Kandidaten. Die von ihm vermutete Kometenfamilie mit extrem sonnennahen Perihelia wurde später Kreutz-Gruppe benannt. Für den Kometen C/1668 E1 berechnete Kreutz eine Umlaufbahn, die zwar sonnenstreifend ist, aber kein Mitglied der eigentlichen Kreutz-Gruppe darstellt. Die Beobachtungsdaten bieten aber auch die Möglichkeit, fast genauso gut durch eine „echte“ Kreutz-Umlaufbahn mit einem Periheldatum am 1. März repräsentiert zu werden. Auch Hasegawa und Nakano sehen den Kometen von 1668 als mögliches Mitglied der Kreutz-Gruppe.

## Umlaufbahn
Für den Kometen konnte aus 15 Beobachtungen über 16 Tage durch Kreutz eine unsichere parabolische Umlaufbahn bestimmt werden, die um rund 144° gegen die Ekliptik geneigt ist. Seine Bahn steht damit schräg gestellt zu den Bahnebenen der Planeten, er durchläuft seine Bahn gegenläufig (retrograd) zu ihnen. Im sonnennächsten Punkt der Bahn (Perihel), den der Komet am 28. Februar 1668 durchlaufen hat, befand er sich mit etwa 9,96 Mio. km Sonnenabstand (etwa 14 Sonnenradien) weit innerhalb der Umlaufbahn des Merkur. Bereits im September 1667 war er in etwa 2 ¾ AE Abstand am Jupiter vorbeigegangen und um den 14. Februar war er der Venus bis auf etwa 38 Mio. km nahegekommen. Um den 4. März näherte er sich der Erde bis auf etwa 120 Mio. km (0,80 AE). Im Dezember erfolgte noch ein weiterer Vorbeigang am Jupiter in etwa 3 AE Distanz. Nennenswerte Annäherungen an die anderen Planeten fanden nicht statt.
Aufgrund der unsicheren Ausgangsdaten kann keine Aussage darüber getroffen werden, ob und gegebenenfalls wann der Komet in das innere Sonnensystem zurückkehren könnte.